# Exoprosopa
Argyrospila, Cladodisca, Defilippia, Exoptata, Litomyza, Litorhynchus, Litorrhynchus, Trinaria
Genre
Synonymes
- Litorhynchus Macquart, 1840
- Trinaria Mulsant, 1852
- Argyrospila Rondani, 1856
- Defilippia Lioy, 1864
- Litorrhynchus Verrall in Scudder, 1882
- Exoptata Coquillett, 1887
- Cladodisca Bezzi, 1922
- Litomyza Hull, 1973

Exoprosopa est un genre d'insectes diptères de la famille des Bombyliidae.

## Classification
Le genre Exoprosopa a été créé par Macquart en 1840.

### Synonymes
- Litorhynchus Macquart, 1840
- Trinaria Mulsant, 1852
- Argyrospila Rondani, 1856
- Defilippia Lioy, 1864
- Litorrhynchus Verrall in Scudder, 1882
- Exoptata Coquillett, 1887
- Cladodisca Bezzi, 1922
- Litomyza Hull, 1973[2]

### Espèce type
L'espèce type est Exoprosopa capucina Fabricius, 1781.

## Présentation

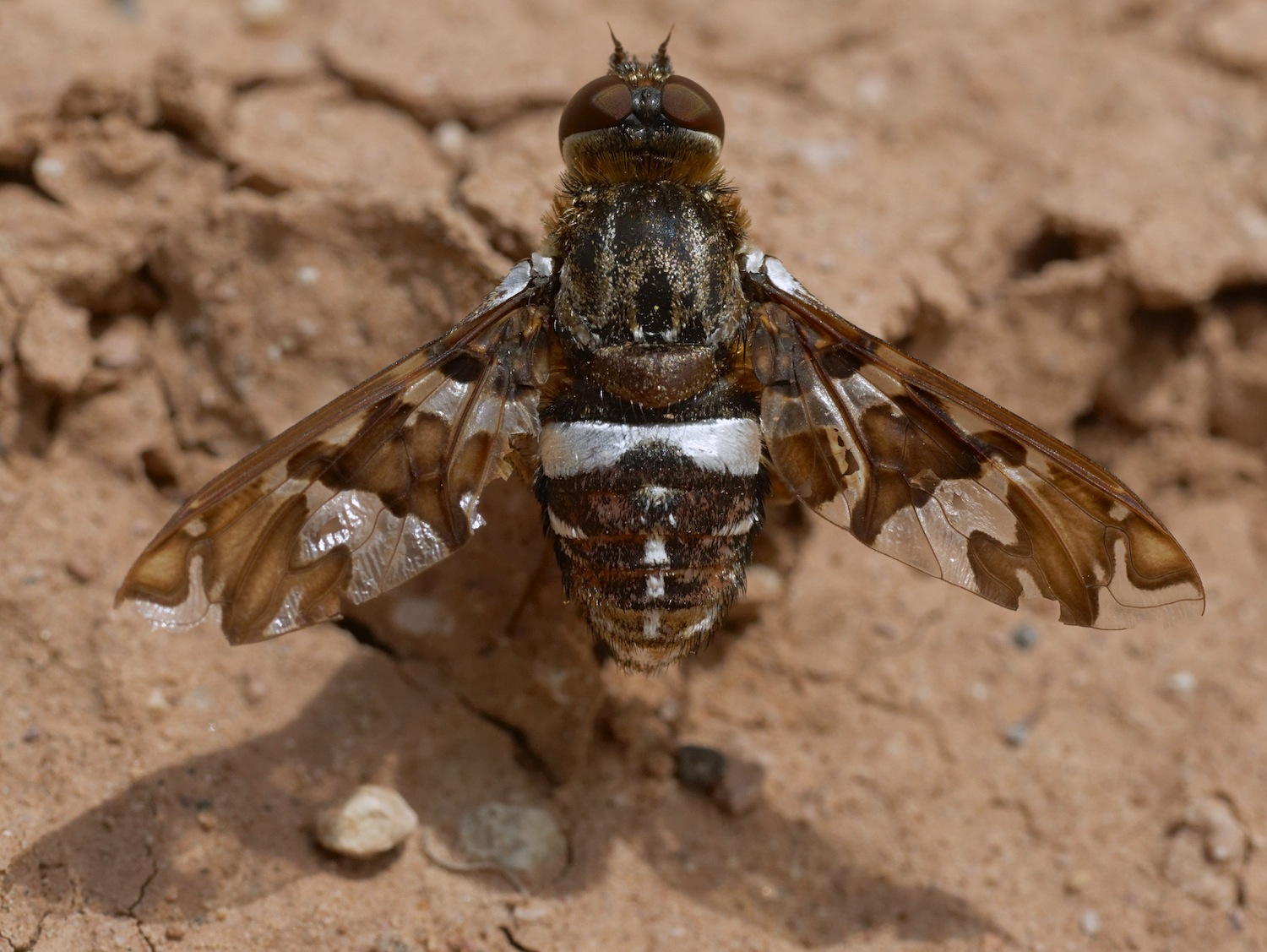
Exoprosopa caliptera (Colorado, États-Unis) - les rayures argentées, formant comme un miroir, sont le résultat de poils modifiés en écailles réfléchissantes.

Exoprosopa est un grand genre cosmopolite de mouches de la famille des Bombyliidae, avec plus de 325 espèces décrites. Le genre parasite un large éventail d'insectes, y compris les criquets et les larves de guêpes.

## Description
Ce genre contient de grandes mouches d'environ 14 mm, parfois plus grandes, jusqu'à 22 mm, bien que quelques espèces soient également plus petites que 6 mm. La trompe est courte. La tête est grande et peu attachée au thorax. Les antennes sont petites et bien séparées. Les ailes sont grandes, avec une envergure de 40 mm, jusqu'à 64 mm chez les plus grandes espèces, presque toujours à motifs audacieux ; abdomen à motifs (souvent bagués) avec des écailles blanches ou pâles sur les segments 6 et 7 ou sur chaque segment. De nombreuses espèces sont sexuellement dimorphes.

## Distribution
Les espèces se trouvent dans le monde entier, mais l'Afrique australe est particulièrement riche en espèces avec plus de 135 espèces.

## Espèce fossile
Selon Paleobiology Database en 2023, une seule espèce est fossile :
- †Exoprosopa romani Théobald, 1937[1]

## Liste d'espèces vivantes
Ces 372 espèces appartiennent à Exoprosopa, un genre de mouches de la famille des Bombyliidae,,,.
Data sources: i = ITIS, c = Catalogue of Life, g = GBIF, b = Bugguide.net,,,